# (23895) Akikonakamura
(23895) Akikonakamura est un astéroïde de la ceinture principale.

## Description
(23895) Akikonakamura est un astéroïde de la ceinture principale. Il fut découvert le 17 septembre 1998 à la station Anderson Mesa par le programme LONEOS. Il présente une orbite caractérisée par un demi-grand axe de 2,57 UA, une excentricité de 0,17 et une inclinaison de 8,3° par rapport à l'écliptique.

## Compléments